# Dziewczyno piękna
Dziewczyno piękna – singel Skolima oraz Cleo, który został wydany 18 kwietnia 2024.
Nagranie otrzymało w Polsce status potrójnie platynowej płyty 9 października 2024.

## Twórcy
Opracowane na podstawie materiału źródłowego.
- Skolim – wokal, tekst
- Cleo – wokal, tekst
- CrackHouse
  - Michał Kacprzak – kompozycja, produkcja
  - Dawid Łopatowski – kompozycja, produkcja
- Łukasz Jurga – tekst
- Artur Lipiński – tekst

## Lista utworów
- Digital download[1]

1. „Dziewczyno Piękna” – 2:25

## Teledysk
Do utworu powstał teledysk, który udostępniono 18 kwietnia 2024 za pośrednictwem serwisu YouTube.

## Certyfikaty i sprzedaż
| Kraj          | Certyfikat         | Sprzedaż |
| ------------- | ------------------ | -------- |
| Polska (ZPAV) | 3× platynowa płyta | 200 000+ |